# نوعروس (مجموعه تلویزیونی)
نوعروس یک مجموعه تلویزیونی محصول سال ۱۳۸۱ به کارگردانی بیژن میرباقری، نویسندگی و تهیه‌کنندگی می‌باشد که در رمضان ۱۳۸۱ از شبکه دو پخش شد و در ۳۰ قسمت ۲۸ دقیقه تهیه شد. داستان این مجموعه در یک لوکیشن محدود شامل یک ساختمان دو طبقه است که در طبقه اول، پدر خانواده (کوهساری) یک دفترخانه دارد و در طبقات بالا دختر و پسرش دفاتر وکالت و طبابت (روان‌پزشکی) خود را در آنجا دایر کرده‌اند، اتفاق می‌افتد. در واقع ماجراهایی که پیش می‌آید به افراد شاغل در هر دو طبقه سرایت می‌کند و در زندگی شخصی و کاری آنها که به هم مربوط هستند، تأثیراتی می‌گذارد. داستان اصلی «نوعروس» که دربارهٔ ازدواج محمود با شیدا (دخترخانم میرطرق) است به چالش‌های پیش روی نسل جوان در مواجهه با خواسته‌های نسل جوان دربارهٔ آنان می‌پردازد. خانم میرطرق، سال‌ها قبل در دفترخانه کوهساری توسط فرد دیگری به عقد مردی به اسم نیک نژاد درآمده؛ اما گول خورده است. نیک نژاد در واقع یک مرد متأهل بوده که با فریب دادن میرطرق، او را به عقد موقت خود درآورده و پس از مدت کوتاهی رهایش کرده … «نوعروس» اولین تجربه میرباقری در مجموعه تلویزیونی سازی است. گریم امین زندگانی در این مجموعه متفاوت از دیگر نقش‌های او بود. موهای کوتاه روی پیشانی چهره او را خیلی تغییر داده بود. با وجود اینکه داستان مجموعه «نوعروس» در یک لوکیشن محدود اتفاق می‌افتد، اما برخلاف مجموعه‌های مشابه استفاده نسبتاً مناسبی از این مکان محدود شده است.

## بازیگران
- جهانبخش سلطانی در نقش کوهساری
- مهرانه مهین ترابی در نقش خانم میرطرق
- امین زندگانی
- بهنوش طباطبایی
- حمیرا ریاضی در نقش خانم وکیل
- اردلان شجاع‌کاوه
- مریم امیرجلالی
- پندار اکبری
- خاطره اسدی
- آیدا کیخایی
- شهرام قائدی
- علی اوسیوند
- رضا بنفشه‌خواه
- افشین سنگ‌چاپ
- اسماعیل سلطانیان
- فلور نظری
- خاطره حاتمی
- جعفر بزرگی
- حسین ایل‌بیگی
- ذبیح افشار
- سالومه سیدنیا
- شبنم معززی
- محمد علائی
- محمد فیلی
- محمد یگانه